# Pásztorné Varga Katalin
Pásztorné Endréné Varga Katalin (Kisterenye, 1931. augusztus 18. – 2024. december 13.) magyar matematikus, egyetemi tanár. A matematikai tudományok kandidátusa (1973).
Fő kutatási területe a matematikai logika és alkalmazásai, a tételbizonyító módszerek, a logikai programozás logikai háttere.

## Életpályája
Az elemi iskolát szülővárosában, a polgári iskolát Pásztón, tanítóképzőt Jászberényben végezte; itt is érettségizett. 1953-ban diplomázott az Eötvös Loránd Tudományegyetem matematika-fizika szakán.
1961-ben az Idegennyelvi Főiskola hallgatójaként francia fordítói és tolmács diplomát szerzett. 1966-ig a Belügyminisztériumban dolgozott. 1966-ban a SZTAKI-ban bekapcsolódott az Uzsoky Miklós által vezetett Digitális Technika Osztály munkájába. 1967–1988 között a Magyar Tudományos Akadémia Számítástechnikai és Automatizálási Kutatóintézetben (SZTAKI) tevékenykedett.
1971-től a Bolyai János Matematikai Társulat tagja volt. 1972-ben részt vett az Eötvös Loránd Tudományegyetemen a Programozó matematikus szak tananyagának kidolgozásában is. 1972–1975 között az Eötvös Loránd Tudományegyetem óraadója, 1975–1982 között adjunktusa volt. 1973-ban kandidátusi fokozatot szerzett. 1973–2002 között a Magyar Tudományos Akadémia Számítástudományi Bizottságának tagja volt. 1975–2003 között az Eötvös Loránd Tudományegyetem Általános Számítástudományi Tanszék oktatója volt.
1982-ben egyetemi doktori fokozatot szerzett. 1982–2013 között az Eötvös Loránd Tudományegyetem docense volt. 1984-től a Neumann János Számítógép-tudományi Társaság tagja. 1985–1999 között a Magyar Tudományos Akadémia Tudományos Minősítő Bizottság (MTA TMB) Matematikai és Számítástudományi Bizottságának titkára volt.
1996-ban habilitált az Eötvös Loránd Tudományegyetemen. 1998–2010 között a Debreceni Egyetem Informatika kar meghívott oktatója volt.
2000–2011 között a CEEPUS és ERASMUS együttműködése keretében vendégprofesszor volt a kolozsvári, Chambéry-i, Toulouse-i és Szabadkai, Komáromi, Újvidéki egyetemeken. 2003–2012 között az Eötvös Loránd Tudományegyetem IK Programozási Nyelvek és Fordítóprogramok Tanszék oktatója és habilitált egyetemi docense volt. 2012-ben nyugdíjba vonult.

## Díjai
- Munka Érdemrend ezüst fokozata (1974)
- Kalmár László-díj (1985)[2]
- Pro Universitatae díj (1996)
- Pro Universitate Emlékérem arany fokozata (ELTE, 2005)[3]
- Magyar Felsőoktatásért Emlékplakett (2012)